# Бомас

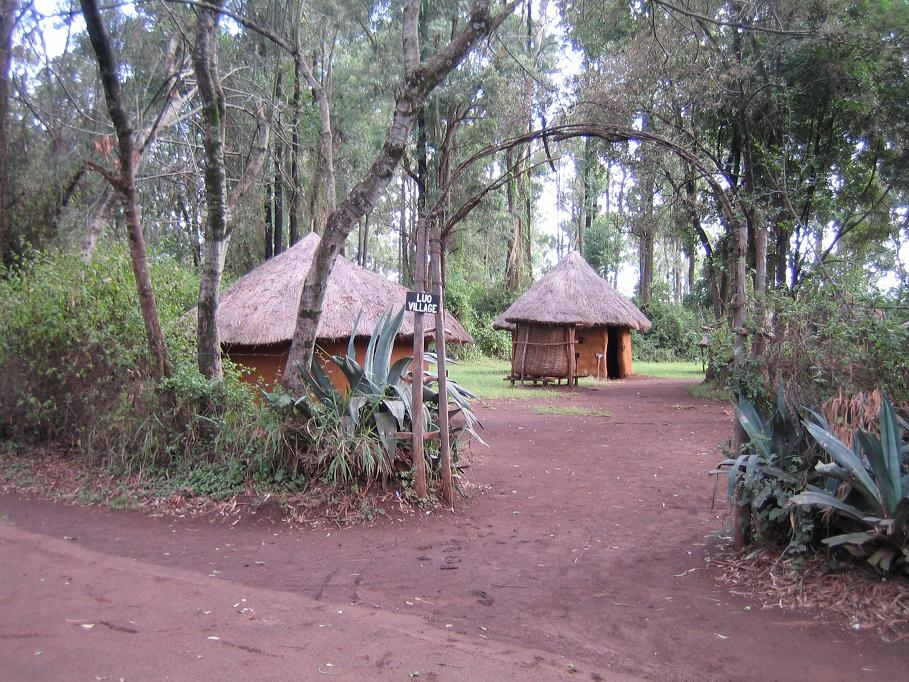
Бомас

Бомас в Кении — туристическая деревня в Лангате, Найроби. Бомас отображает традиционные деревни, принадлежащие к разным кенийским племенам. Она была учреждена правительством в 1971 году как дочерняя компания Туристической Организации Кении и как туристическая достопримечательность. Также таким образом хотелось сохранить, поддержать и способствовать богатым и разнообразным культурам различных племенных групп Кении.